# Dualchi
Dualchi település Olaszországban, Szardínia régióban, Nuoro megyében. Lakosainak száma 574 fő (2023. január 1.). Dualchi Birori, Borore, Noragugume, Silanus, Sedilo, Aidomaggiore és Bortigali községekkel határos.

## Népesség
A település lakossága az elmúlt években az alábbi módon változott:
| Lakosok száma | 617  | 613  | 574  |
|               | 2017 | 2018 | 2023 |